# 부산 청량사 석가모니후불탱
부산 청량사 석가모니후불탱(釜山 淸凉寺 釋迦牟尼後佛幀)은 부산광역시 강서구 명지동 청량사에 있는 일제강점기의 불화이다. 2005년 12월 27일 부산광역시의 문화재자료 제34호로 지정되었다.

## 참고 문헌
- 청량사석가모니후불탱 - 국가유산청 국가유산포털